# Burmistrzowie Chrzanowa
Lista byłych (i obecnego) burmistrzów Chrzanowa. Urząd burmistrza miasta został wprowadzony w 1867 r. i przetrwał do 1950 r. („zlikwidowany przez władze komunistyczne”). Został przywrócony w 1990 r.
 
| Okres: Wielkie Księstwo Krakowskie do 1918: | Ok: II Rzeczpospolita 1918–1939 i Okupacji niemieckiej 1939–1945 : | Ok: PRL 1945–1989: | Ok: III Rzeczpospolita od 1989: |
| --- | --- | --- | --- |
| 1867–1868: Jakub Janikowski 1868–1870: Jan Rzepecki 1870–1874: Antoni Głowacki 1874–1881: Jan Rzepecki 1883–1886: Antoni Głowacki 1886–1888: Jan Rusek 1888–1899: Jan Oczkowski 1899–1912: dr Zygmunt Keppler 1912–1918: Jan Grzelewski | 1918–1920: dr Tadeusz Janikowski (tymczasowy) 1920: Józef Oczkowski 1920–1925: Mikołaj Bytomski 1927–1932: Mikołaj Bytomski 1932–1934: Jan Grzelewski 1934–1939: prof. Tadeusz Gdula 1939: Sierżant Nolke (tymczasowy) 1939–1944: dr Josef Gründler | 1945: Zygmunt Oczkowski (tymczasowy) 1945: Piotr Szarek 1945–1947: Józef Wasserstorm 1947–1948: Franciszek Grohs 1948–1950: Franciszek Kobielski | 1990–1991: Wojciech Sala 1991–1998: Aleksander Grzybowski 1998–2002: Ryszard Zieliński 2002–2014: Ryszard Kosowski 2014–2015: Marek Niechwiej 2015–2016: Joanna Czarnota (wyk. ob.) 2016: Beata Majkrzak (p.f.) 2016–2018: Ryszard Kosowski od 2018: Robert Maciaszek |